# NK Hajduk Orašje
NK Hajduk je hrv. bosanskohercegovački nogometni klub iz Orašja. Trenutačno se natječe u 1. županijskoj ligi PŽ.
Pri klubu djeluje škola nogometa.

## Povijest
Osnovan je 1920. godine.
Hajduk je 1930. igrao u Pokrajinskom prvenstvu s klubovima Baranja Darda, BSK Beketinci, Certissa Đakovo, DMŠK Donji Miholjac, Fruškogorac Šid, Građanski Brčko, Jovalija Valpovo, Proleter Đurđenovac, Silni Bilje, Sloga Donji Miholjac, Šparta Beli Manastir, Šparta Vukovar i Taninpila Đurđenovac.
Osvojio 2016. 1. županijsku ligu s 60 bodova ispred Dragovoljca koji je imao 58 bodova.

## Nastupi u Kupu BiH
2003./04.
- šesnaestina finala: NK Hajduk Orašje – NK Travnik (I)  1:1 (5:3 p)[6]
- osmina finala: FK Sloboda Novi Grad (II) – NK Hajduk Orašje 1:0, 1:1

2008./09.
- šesnaestina finala: FK Radnik Bijeljina (II) – NK Hajduk Orašje 2:0

## Vanjske poveznice
- Transfermarkt